# Plancherine
Plancherine település Franciaországban, Savoie megyében. Lakosainak száma 462 fő (2022. január 1.). Plancherine Jarsy, Mercury, Verrens-Arvey és Faverges-Seythenex községekkel határos.

## Népesség
A település népességének változása:
| Lakosok száma | 424  | 426  | 451  | 439  | 446  | 454  | 463  | 464  | 462  |
|               | 2013 | 2015 | 2016 | 2017 | 2018 | 2019 | 2020 | 2021 | 2022 |